# Distretto di Zerendí
Il distretto di Zerendí (in kazako: Зеренді ауданы) è un distretto (audan) del Kazakistan con  capoluogo Zerendí.